# She’s Got That Light
She’s Got That Light ist ein Song der deutschen Popband Orange Blue, der am 29. April 2000 als deren Debüt-Single veröffentlicht wurde. Der Titel wurde von Vince Bahrdt geschrieben und von der Band zusammen mit den Hamburger Produzenten Kai Oliver Krug und Christian Schönborn produziert. Das Stück erschien auch auf dem Album In Love With a Dream.
Die Single enthielt drei Versionen des Titels, darunter eine instrumentale sowie das Stück Rain in the Summer.

## Inhalt
Der Song, ein Liebeslied, transportiert eine Mischung aus optimistischer und melancholischer Stimmung. Die klavierdominierte Ballade weist unter anderem Soul-Einflüsse auf. Sie beginnt und endet mit Samples von Vogelgezwitscher. Im Lied wird als steigerndes Stilmittel mehrfach eine Rückung verwendet, d. h. die Tonart wird jeweils vor dem Refrain nach oben verschoben.

## Erfolg
Das Stück wurde im gleichen Jahr als Titelmelodie der Talkshow Arabella verwendet. Die Single verkaufte sich in Deutschland rund 400.000 Mal und wurde mit einer goldenen Schallplatte ausgezeichnet. 2001 wurde die Band aufgrund des Erfolgs als bester Newcomer für den Echo nominiert. Wegen dieses Titels, der der erfolgreichste der Band ist, wurde Orange Blue verschiedentlich als One-Hit-Wonder bezeichnet, obwohl die Band fünf Studioalben herausbrachte und mehr als eine Million Tonträger verkaufte. Das auf Englisch gesungene Stück war nur im deutschsprachigen Raum sowie in Polen erfolgreich.

## Musikvideo
Das zugehörige Video zeigt das Sängerduo mit einem zum Teil auf einem Wagen montierten Flügel in der Landschaft auf Alleen und zwischen Kornfeldern. Am Ende des Stücks wird die Band im knietiefen Wasser musizierend gezeigt. Die weibliche Hauptrolle im Videoclip spielt Vaile.

## Wiederveröffentlichung
Der Titel wurde mehrfach wiederveröffentlicht, so etwa auf Kompilationen wie Bravo Hits 31 vom 27. Oktober 2000 und Gute Zeiten, schlechte Zeiten Fan-tastic.

## Charts
| Chart                        | Position |
| ---------------------------- | -------- |
| Deutsche Singlecharts        | 4        |
| Österreichische Singlecharts | 11       |
| Polnische Airplaycharts      | 9        |
| Schweizer Singlecharts       | 4        |